# Octanitrocubane
L'octanitrocubane est l'un des explosifs (non nucléaire) les plus puissants, dont on connaît les caractéristiques obtenu par l'homme,. Paradoxalement, ce composé, malgré la quantité d'énergie qu'il est capable de libérer, est extrêmement stable cinétiquement. Il peut être en effet écrasé à coups de marteau ou chauffé à plus de 200 °C sans provoquer d'explosion. Ceci représente un avantage considérable par rapport à des explosifs classiques tels que la nitroglycérine, le TNT ou même l'HMX.
L'inconvénient principal de ce composé est sa rareté. Sa synthèse est longue et difficile et seuls quelques grammes ont pu être obtenus en 2004.

## Historique

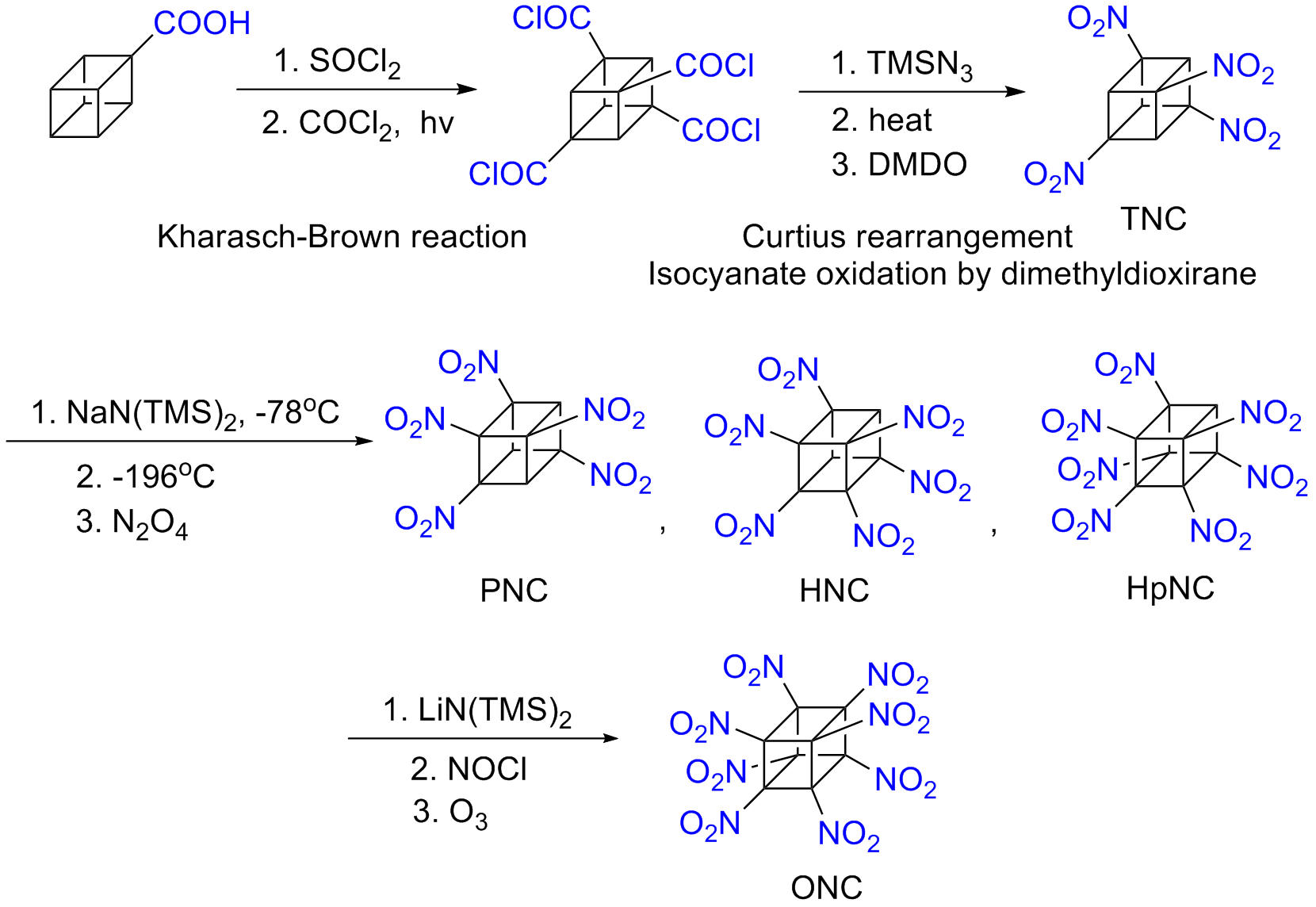
Processus de synthèse de la molécule.

L'octanitrocubane a été obtenu pour la première fois par Philip Eaton et Mao-Xi Zhang en 1999 à l'université de Chicago avec l'appui du Naval Research Laboratory. La mise au point de sa synthèse fut particulièrement laborieuse. Les dérivés du cubane sont assez délicats à manipuler à cause de la grande tension présente dans les liaisons carbone-carbone. En effet, les atomes de carbone forment habituellement des liaisons avec d'autres éléments en ménageant des angles proches de 109 ° entre ces liaisons. Dans le cubane et ses dérivés, ces angles sont nettement plus proches de 90 °, provoquant ainsi une tension de cycle responsable de l'instabilité relative de ces molécules.

## Propriétés

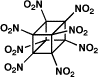
Structure de l'octanitrocubane.

L'octanitrocubane est un solide blanc dont la température de fusion (avec décomposition) est bien supérieure à 200 °C. Il possède une densité de 1,98 extrêmement élevée pour un composé carboné,. Sa formule brute C8O16N8 ne comporte pas d'hydrogène, ce qui est rare pour un composé organique. Le facteur d'efficacité relative par rapport au TNT est de 2,38 et sa vélocité explosive atteint la vitesse également record en 2014 de 10 100 m/s ,. Il est estimé, en 2017, qu'un kilo de cet explosif coute 40 000 dollars américains. Il en existe un dérivé moins puissant, l'heptanitrocubane,.